# Habur (ville)
Pour les articles homonymes, voir Habur.
Habur est un poste frontière entre la Turquie et l'Irak dans le district de Silopi de la province de Şırnak. C'est le point d'arrivée de la route européenne E 90 qui part de Lisbonne et traverse l'Espagne, le sud de l'Italie, la Grèce et la Turquie.